# Йосиф Сталин (кораб)
Моторният кораб „Йосиф Сталин“ е съветски речен кораб, построен в корабостроителницата „Красное Сормово“ през 1937 г.
През 1937 г. специално за канала Москва – Волга е построена флотилия от напълно нови комфортни пътнически кораби с технически характеристики и дизайн под ръководството на инженер Вячеслав Керичев: четири моторни кораба за 205 пътници („Йосиф Сталин“, „Михаил Калинин“, „Клим Ворошилов“, „Вячеслав Молотов“), 6 лодки за 300 места и 6 лодки за 150 седалки.
На 24 април 1937 г. моторният кораб „Йосиф Сталин“ (капитан А. Куприянов) преминава през шлюз № 1 на канала Москва – Волга. На 27 юни 1952 г. със специален курс корабът открива Волго-Донския канал на името на Владимир Ленин.
„Йосиф Сталин“ взима участие в хода на Битка при Сталинград.
През 1938 г. корабът е показан във филма „Волга, Волга“.